# 염화 세슘
염화 세슘(Caesium chloride)은 화학식 CsCl을 갖는 무기 화합물이다. 이 무색의 염은 다양한 틈새 분야의 세슘 이온의 중요한 원천이다. 결정 구조는 주요 구조적 형태를 이루는데, 여기서 각 세슘 이온은 8개의 염화물 이온에 의해 조율된다. 염화 세슘은 물에 녹는다.

## 독성
염화 세슘은 인간과 동물에 낮은 독성을 보인다.